# Gerd Schaller

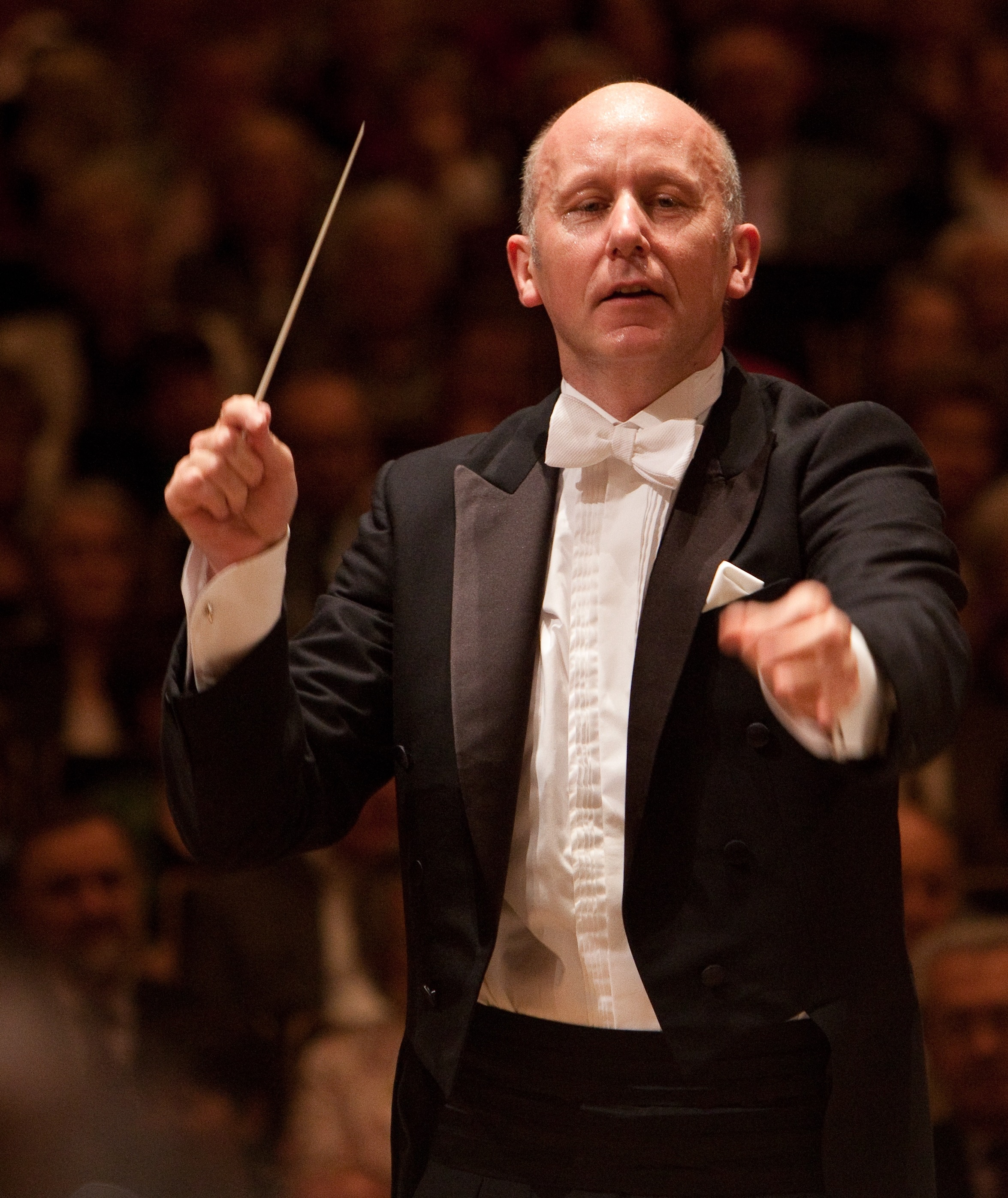
Gerd Schaller (2012)

Gerd Schaller (* 1965 in Bamberg) ist ein deutscher Dirigent. Er ist Gründer und künstlerischer Leiter des Ebracher Musiksommers sowie der Philharmonie Festiva; von 2003 bis 2006 war er Generalmusikdirektor am Theater Magdeburg. Schaller ist besonders als Interpret der Werke Anton Bruckners bekannt.

## Leben und Wirken
Schaller studierte Musik an der Hochschule für Musik Würzburg sowie Medizin an der Friedrich-Alexander-Universität Erlangen-Nürnberg. 1993 erhielt er sein erstes Engagement an der Staatsoper Hannover. 1998 wurde er Erster Kapellmeister am Staatstheater Braunschweig. Von 2003 bis 2006 wirkte er als Generalmusikdirektor am Theater Magdeburg.
Seit 2006 arbeitet Schaller als freischaffender Dirigent mit zahlreichen Orchestern im In- und Ausland, darunter zum Beispiel das Münchner Rundfunkorchester, die Radiophilharmonie Hannover des NDR, das Staatsorchester Braunschweig, das Niedersächsische Staatsorchester Hannover, die Dresdner Kapellsolisten, die Magdeburgische Philharmonie, die Meininger Hofkapelle, die Nürnberger Symphoniker, die George-Enescu-Philharmonie Bukarest, das Symphonieorchester des Nationaltheaters Prag, das Orchester der Staatsoper Warschau, das Radiosymphonieorchester Bukarest und Radiosymphonieorchester Prag.
Der Schwerpunkt seiner Dirigiertätigkeit verlagerte sich zunehmend auf die Epoche der Romantik und Spätromantik.
1990 gründete Schaller den Ebracher Musiksommer, dessen künstlerische Leitung er seitdem innehat. Das Musikfestival findet im fränkischen Ebrach in Kooperation mit dem  Bayerischen Rundfunk, Studio Franken statt. 2008 rief er das Sinfonieorchester Philharmonie Festiva als Festivalorchester ins Leben und spielte mit diesem Orchester zahlreiche Werke von Beethoven, Goldmark, Schubert, Herbeck ein sowie einen kompletten Bruckner-Zyklus.

### Privates
Gerd Schaller ist der ältere Bruder des 2022 bei einem Flugzeugabsturz verstorbenen Unternehmers Rainer Schaller.

## Künstlerische Schwerpunkte
Neben der Beschäftigung mit dem Werk Anton Bruckners liegt ein Schwerpunkt des dirigentischen Schaffens von Gerd Schaller in der Aufführung und Einspielung weniger bekannter Opern und Raritäten des Konzertrepertoires; zahlreiche musikalische Werke wurden von ihm zum ersten Mal eingespielt, wie Karl Goldmarks Oper Merlin in Zusammenarbeit mit dem Bayerischen Rundfunk sowie Johann Simon Mayrs Oper Fedra in Zusammenarbeit mit dem Norddeutschen Rundfunk. Mit einer weiteren Erstaufnahme hat Schaller Johann von Herbecks Große Messe in Erinnerung gebracht. Seine Einspielung von Merlin wurde 2010 mit dem Echo-Klassik-Preis in der Kategorie „Operneinspielung des Jahres (19. Jahrhundert)“ ausgezeichnet. Seine Aufführung von Franz von Suppès Requiem wurde vom deutschen Fernsehen und Radio übertragen und ist als CD erschienen.

### Werke von Anton Bruckner
International bekannt wurde Schaller insbesondere aufgrund seiner bei Profil Edition Günter Hänssler erschienenen Gesamteinspielung der Sinfonien Anton Bruckners – unter anderem in bis dato unveröffentlichten Fassungen. Ken Ward, der Herausgeber des Bruckner Journals, lobte diese Einspielung als „ein kleines musikalisches Wunder“. Der Musikkritiker David Hurwitz bezeichnet Schaller als einen „wirklich hervorragenden Bruckner-Dirigenten“; über dessen Einspielung von Bruckners Fünfter Sinfonie sagt er: „[Schaller] begeht keinen einzigen Fehltritt.“ 2010 spielte er die 9. Symphonie in der viersätzigen Version des amerikanischen Musikwissenschaftlers William Carragan auf CD ein. 2016 stellte er seine eigene Finalsatzkomplettierung vor. Schaller ist der erste Dirigent, der zwei unterschiedliche Versionen des Finalsatzes zum ersten Mal eingespielt hat. 2018 bearbeitete er Bruckners Streichquintett F-Dur für großes Orchester, das er mit dem Radiosymphonieorchester Prag einspielte. 2020 bearbeitete er Bruckners 9. Sinfonie einschließlich des von ihm vervollständigten Finalsatzes für Orgel und spielte das Werk selbst an der Hauptorgel der ehemaligen Zisterzienserabteikirche Ebrach (Aufnahme des Bayerischen Rundfunks, erschienen als CD).

### ProjektBruckner2024
Zudem initiierte Schaller das Projekt BRUCKNER2024 gemeinsam mit der der Philharmonie Festiva, dem Bayerischen Rundfunk/Studio Franken, dem Ebracher Musiksommer und dem Profil Edition Günter Hänssler. Ziel des Projektes ist es, sämtliche Sinfonien Anton Bruckners in sämtlichen Fassung bis zu dessen 200. Geburtstag im September 2024 aufzuführen und auf CD einzuspielen.

### Vervollständigung des Finalsatzes von Bruckners 9. Sinfonie
Schaller beschäftigte sich über viele Jahre mit Anton Bruckners Entwurfsmaterialien zum unvollständigen Finalsatz der 9. Sinfonie. Schaller ergänzte und vervollständigte die Fragmente Bruckners und schuf seine eigene Version des Finalsatzes unter Berücksichtigung sämtlicher vorhandener Materialien bis hin zu den frühen Skizzen. 2016 legte Schaller dann eine geschlossene Fassung des Finalsatzes vor. Die Erstaufführung erfolgte unter Schallers Leitung mit der Philharmonie Festiva im Juli 2016 im Rahmen des Ebracher Musiksommers. In Kooperation mit dem Bayerischen Rundfunk wurde die von Schaller komplettierte 9. Sinfonie auf CD eingespielt. Diese erste Fassung modifizierte Schaller nochmals und revidierte anschließend noch einige Details. Die Partitur und das Orchestermaterial der revidierten Fassung erschienen 2021 bei Ries & Erler.

## Diskografie
Sinfonien Anton Bruckners
- Sinfonien Nr. 00-9, Messe Nr. 3, Psalm 146, Orgelwerke – PH 17024 (Sammel-Box, 2018)
- Sinfonie f-Moll von 1863 – PH 15004 (2016)[12]
- 1. Sinfonie – Wiener Fassung von 1891 – PH19084 (2019)
- 1. Sinfonie – Linzer Fassung von 1866 (nach Carragan) – PH12022 (2012)
- Sinfonie d-Moll von 1869 – PH15035 (2015)
- 2. Sinfonie – Fassung von 1872 (nach Carragan) – PH12022 (2012)
- 3. Sinfonie – Fassung von 1874 (nach Carragan), Ersteinspielung – PH12022 (2012)
- 3. Sinfonie – Fassung von 1890 (Edition Schalk) – PH18002 (2018)
- 4. Sinfonie – Fassung von 1874 (Edition Schaller) – PH 22010 (2021)
- 4. Sinfonie – Fassung von 1878/80 - PH11028 (2011)
- 4. Sinfonie – Fassung von 1878/80 mit „Volksfest“-Finale – PH13049 (2013)
- 5. Sinfonie – PH14020 (2014)
- 6. Sinfonie – PH14021 (2014)
- 7. Sinfonie – PH11028 (2011)
- 8. Sinfonie – Intermediärvariante von 1888 (nach Carragan), Ersteinspielung – PH13027 (2013)
- 9. Sinfonie – mit dem von William Carragan vervollständigten Schlusssatz in der Neubearbeitung von 2010 – PH11028 (2011)
- 9. Sinfonie – mit dem von Gerd Schaller vervollständigten Schlusssatz (2016) – PH16089 (2016)
- 9. Sinfonie – mit dem von Gerd Schaller vervollständigten, 2018 revidierten Schlusssatz – PH18030 (2018)
- 9. Sinfonie – Orgelfassung von Gerd Schaller, mit dem von Gerd Schaller vervollständigten, 2020 revidierten Schlusssatz – PH21010

Aufnahmen mit dem Philharmonischen Chor München
- Karl Goldmark: Merlin, Ersteinspielung – PH09044 (2009)
- Franz von Suppè: Requiem – PH12061 (2012)
- Johann Ritter von Herbeck: Große Messe, Ersteinspielung – PH15003 (2015)
- Anton Bruckner: Messe Nr. 3, Psalm 146, Orgelwerke – PH16034 (2016)

Weitere Einspielungen
- Anton Bruckner: Quintett F-Dur – für großes Orchester bearbeitet von Gerd Schaller – PH16036 (2018)
- Ludwig van Beethoven: 3. Sinfonie – PH15030 (2015)
- Ludwig van Beethoven: 4. Sinfonie – PH15030 (2015)
- Ludwig van Beethoven: 7. Sinfonie – PH15030 (2015)
- Otto Kitzler: Trauermusik „Dem Andenken Anton Bruckners“, orchestriert von Gerd Schaller, Ersteinspielung  – PH13027 (2013)
- Karl Goldmark: Sinfonie Nr. 1 „Ländliche Hochzeit“ – PH10048 (2011)
- Franz Schubert: „Unvollendete“ Sinfonie h-Moll D759 in der viersätzigen Fassung nach William Carragan, Ersteinspielung – PH12062 (2012)
- Franz Schubert: „Große“ Sinfonie C-Dur D944 – PH12062 (2012)

## Notenausgaben
- Anton Bruckner: Neunte Symphonie d-Moll, 4. Satz nach originalen Quellen vervollständigt und ergänzt von Gerd Schaller (revidierte Ausgabe 2021), Ries & Erler, Nr. 51487, Berlin, ISMN: M-013-51487-8
- Anton Bruckner: Streichquintett F-Dur, für großes Orchester bearbeitet von Gerd Schaller; Ries & Erler, Nr. 51497, ISMN: M-013-51497-7.
- Anton Bruckner: Neunte Symphonie d-Moll, mit Finalsatz, für Orgel bearbeitet von Gerd Schaller, Ries & Erler, Nr. 11042, ISMN: M-013-11042-1.
- Anton Bruckner, Fünfte Symphonie B-Dur, für Orgel bearbeitet von Gerd Schaller, Ries & Erler, Nr. 11044, ISMN: M-013-11044-5.
- Johann Ritter von Herbeck: Große Messe e-Moll für Chor, Orgel und Orchester, Ries & Erler, Nr. 51525., ISMN: M-013-51525-7.
- Carl Goldmark: Merlin, Oper in drei Akten, Ries & Erler, Nr. 51524, ISMN: M-013-51524-0.
- Otto Kitzler, Trauermusik Dem Andenken Anton Bruckners, Ries & Erler, Nr. 51574, 1. Originalausgabe, ISMN: M-013-51574-5, 2. Orchesterbearbeitung von Gerd Schaller, ISMN: M-013-51575-2.